# Hong Kong Sheng Kung Hui
Hong Kong Sheng Kung Hui  (engelska: The Hong Kong Anglican Church) är en självständig anglikansk kyrka med säte i Hongkong, upprättad 1950, där den framförallt är baserad. Den är en del av den anglikanska kyrkogemenskapen.